# Dražen Žeželj
Dražen Žeželj (né le 6 février 1976 en ex-Yougoslavie) est un joueur de football slovène, qui joue au poste d'attaquant.
Il est connu pour avoir fini meilleur buteur du championnat de Slovénie lors de la saison 2003-04.